# L'Europe des nations souveraines
L'Europe des nations souveraines (ENS ; en anglais : Europe of Sovereign Nations, ESN) est un groupe politique d'extrême droite du Parlement européen. Il est fondé par 25 eurodéputés le 11 juillet 2024 à la suite des élections européennes de juin 2024. Il regroupe actuellement 27 eurodéputés de 8 États membres, à peine au-dessus de la limite pour constituer un groupe au parlement européen (qui est de 23 eurodéputés de 7 États membres).

## Historique
Le mardi 21 mai, Maximilian Krah, tête de liste de l'Alternative pour l'Allemagne (AfD) déclare que tout SS ne devrait pas être considéré « automatiquement comme un criminel ». À la suite de cet événement, Jordan Bardella annonce par son directeur de campagne qu'il a « pris la décision de ne plus siéger » avec les eurodéputés de l’AfD au Parlement européen. L'AfD est alors exclue du groupe Identité et démocratie le jeudi 23 mai. L'AfD n'est pas invité dans le successeur du groupe Identité et démocratie, le groupe Patriotes pour l'Europe.
Le 11 juillet 2024, l'AfD forme un nouveau groupe parlementaire, L'Europe des nations souveraines (ENS).

## Composition

Carte de l'Union européenne indiquant, pour chaque État membre, le nombre de députés européens membres du groupe L'Europe des nations souveraines : en bleu foncé les pays qui en ont au moins deux, en bleu plus clair ceux qui en ont un et en marron ceux qui n'en ont aucun. En gris clair sont les pays non membres de l'Union européenne.

| Pays             | Parti national | Parti national                      | Députés  |
| ---------------- | -------------- | ----------------------------------- | -------- |
| Allemagne        |                | Alternative pour l'Allemagne (AfD)  | 15       |
| Pologne          |                | Nouvel espoir (NN)                  | 3        |
| Bulgarie         |                | Renaissance (V)                     | 3        |
| Slovaquie        |                | Republika                           | 2        |
| France           |                | Reconquête (REC)                    | 1        |
| Hongrie          |                | Mouvement Notre patrie (MHM)        | 1        |
| Tchéquie         |                | Liberté et démocratie directe (SPD) | 1        |
| Lituanie         |                | Union peuple et justice (TTS)       | 1        |
| Union européenne | Total          | Total                               | 27 / 720 |